# Ruben Bagger
Ruben Bagger (født 16. januar 1972) er en dansk tidligere fodboldspiller. Han kommer fra Svogerslev, Roskilde.

## Karriere
Han blev hentet til Brøndby IF i 1993 fra Roskilde Boldklub af 1906. De seneste år har været han været ramt af flere alvorlige skader. Ruben Bagger stoppede sin aktive karriere ved udgangen af 2007.
I 2005 afgjorde han pokalfinalen i den forlængede spilletid mod FC Midtjylland efter forarbejde af Thomas Kahlenberg.